# Kuki
Kuki (Japans: 北本市, Kuki-shi) is een stad in de prefectuur  Saitama, Japan. In 2013 telde de stad 152.694 inwoners. Kuki maakt deel uit van de metropool Groot-Tokio.

## Geschiedenis
Op 1 oktober 1971 werd Kuki benoemd tot stad (shi). In 2010 werden de gemeenten Shobu (菖蒲町), Kurihashi (栗橋町) en Washimiya (鷲宮町) toegevoegd aan Kuki.
Steden:
Ageo · Asaka · Chichibu · Fujimi · Fujimino · Fukaya · Gyoda · Hanno · Hanyu · Hasuda · Hidaka · Higashimatsuyama · Honjo · Iruma · Kasukabe · Kawagoe · Kawaguchi · Kazo · Kitamoto · Koshigaya · Konosu · Kuki · Kumagaya · Misato · Niiza · Okegawa · Saitama (hoofdstad) · Sakado · Satte · Sayama · Shiki · Shiraoka · Soka · Toda · Tokorozawa · Tsurugashima · Wako · Warabi · Yashio · Yoshikawa

Districten:
Chichibu · Hiki · Iruma · Kitaadachi · Kitakatsushika · Kodama · Minamisaitama · Osato
Gemeenten per district